# Ammoecius lugubris
Ammoecius lugubris är en skalbaggsart som beskrevs av Karl Henrik Boheman 1857. Ammoecius lugubris ingår i släktet Ammoecius och familjen Aphodiidae. Inga underarter finns listade i Catalogue of Life.